# 休達德拉

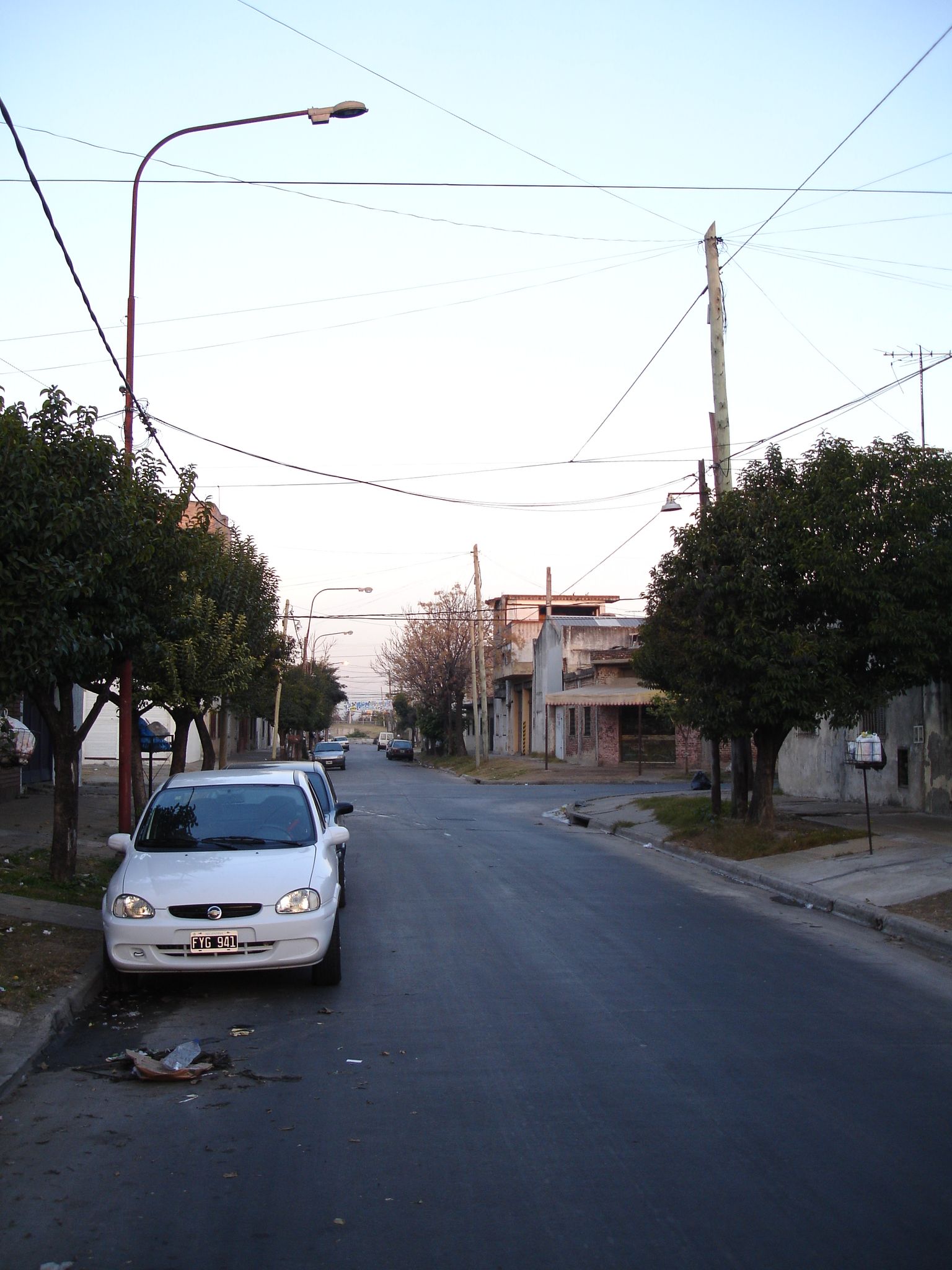
休達德拉

休達德拉（Ciudadela）是阿根廷的城市，位於該國東部，由布宜諾斯艾利斯省負責管轄，始建於1910年12月1日，面積6.8平方公里，海拔高度23米，2001年人口73,155。

## 外部連結
- （西班牙文） Cabildo Abierto de Ciudadela
- （西班牙文） History of Ciudadela